# Szabó Zoltán (politikus, 1955)
Szabó Zoltán (Budapest, 1955. november 4. –) magyar matematikus, politikus; 1994. június 28. és 2010. május 13. között a Magyar Szocialista Párt országgyűlési képviselője. 1995. március 15. és 1998. július 7. között a művelődési és közoktatási minisztériumi politikai államtitkár posztot töltötte be. 1998-2002 között Budapest VII. kerületének polgármestere volt. Jelenleg a Demokratikus Koalíció tagja.

## Családja
Felesége Molnár Irena közgazdász. Három gyermekük van: András (1979–), Tamás (1982–) és Zsuzsa (1983–).

## Életrajz

### Tanulmányai
1974-ben az I. István Gimnáziumban érettségizett. 1980-ban az Eötvös Loránd Tudományegyetem Természettudományi Karán okleveles matematikus végzettséget szerzett. 1983-ban megszerezte a tudomány(ok) doktora tudományos fokozatot.
C típusú középfokú angol nyelvvizsgája van. Német nyelven társalgási szinten tud.